# 엄딸
"엄딸"은 2016년에 개봉한 대한민국의 영화이다.

## 캐스팅
- 윤정 : 수지 역
- 위지웅 : 강인 역
- 선경 : 지원 역
- 도모세 : 기하 역
- 미희 : 내상녀 역
- 지원 : 여자친구 역
- 이윤정 : 엄마 역
- 채은 : 조건녀 역
- 김철수 : 석로 역
- 혜성 : 과장 역